# ناصر بخارایی
ناصر بخارایی یا بخاری (زادهٔ ۷۱۵ قمری - درگذشته به ۷۹۰ قمری) شاعر فارسی‌گوی قرن هشتم است. دولتشاه سمرقندی در تذکرةالشعرا او را مردی فاضل و درویش خوانده که دایم در سفر بود. دیوان او شامل غزل، قصیده، قطعه، رباعی و غیره است. و از نظر سبک و مضمون آثار به حافظ شباهت دارد.

## نمونه غزل
| دجله را امسال رفتاری عجب مستانه بود     |  | پای در زنجیر و کف بر لب مگر دیوانه بود |
| چرخ می‌زد آب و برمی‌گشت در گرد حصار       |  | گوئیا بغداد شمع و دجله چون پروانه بود  |
| تیرباران کرد ابر و لشکری چون سیل راند   |  | کز برای قلعه بگشادن قوی مردانه بود     |
| همچو افعی حلقه می‌زد آب بر درهای شهر     |  | وز همه بابی بدو افسون ما افسانه بود    |
| دجله آب‌روی بغدادست چون از سر گذشت       |  | خلق را چون مردم چشم آب زو در خانه بود  |
| آشنا نگرفت دست کس چو دریا شد محیط       |  | تا چه باشد حال آن کز آشنا بیگانه بود   |
| شوق سلطان را چو سرمستان ز پای افکند سیل |  | می فروشان بلا را درد بی پیمانه بود     |
| اشک ناصر همچو توفان شد ز ماهی تا به ماه |  | جرم اختر در میان آب چون دُردانه بود     |
| کوه سنگین دل چنان از دیده سیل خون براند |  | کان عمارت‌های سنگین گوئیا ویرانه بود    |